# Tettenborn (Adelsgeschlecht)

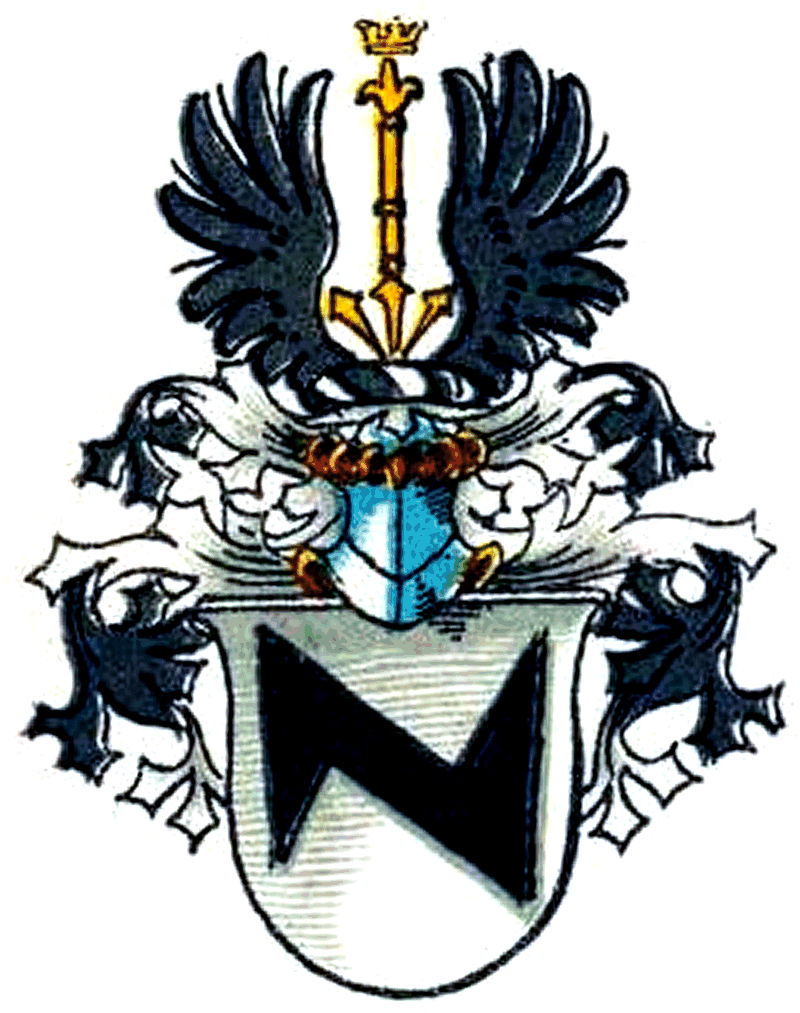
Wappen derer von Tettenborn

Die von Tettenborn sind ein altritterliches, thüringisches, später freiherrliches Uradelsgeschlecht aus der Grafschaft Hohenstein mit gleichnamigem Stammsitz Tettenborn bei Nordhausen.

## Geschichte
Der Aufstieg der Familie Tettenborn begann im Hochmittelalter als Ritter. Als Stammvater der von Tettenborn gilt Bartoldus de Liebenroth (Livenroth), später de Tettenborne, der um 1236 in Liebenrode geboren wurde und um 1299 in Tettenborn in der Grafschaft Hohnstein verstarb. Die Tettenborn sind geschlechts- und wappenverwandt mit den von Liebenroth (Liebenrode), von Bleicherode und von Rüxleben.
Bereits im Januar 1885 wird in der genealogischen Fachzeitschrift Der Deutsche Herold nachgewiesen, dass die von Heinrich Eckstorm in seiner Chronicon Walkenredense sive catalogus abbatum S. 223 im Jahre 1617 erstmals zusammengestellte ganze, hier nicht dargestellte, Stammreihe der ältesten Abstammung derer von Tettenborn erdacht ist und somit jeder Begründung entbehrt.
Die Brüder des Stammvaters Heino (Ritter und Domherr zu Hildesheim) und Cuno schenkten dem Kloster Walkenried mehrere Güter, damit die Ordensbrüder wöchentlich eine Seelenmesse für „alle ihre Anverwandte(n), welche von Adam her verstorbenen, und noch künfftig versterben würden“ abhalten würden. Beroldus von Tettenborn, Sohn des Stammvaters, war Lehensherr zu Tettenborn. Der Enkel des Stammvaters, Mango von Tettenborn, verstarb 1316 und soll im Kloster Walkenried begraben liegen.
Die Familie besaß im Zeitverlauf ihre eigene Kapelle auf dem Gelände des Klosters Walkenried, die als Julianen- oder Tettenborn’sche Kapelle (Sacello Tettenbornium) bekannt war. Dort wurde im Jahr 1549 auch Bernhard von Tettenborn begraben. Er war Ritter im Orden vom Goldenen Vlies und war in erster Ehe mit Veronika von Tüttchenrode (Tutgerode) verheiratet. Im Jahr 1525 wurde sein Sohn Dietrich im Zuge des Bauernkriegs in Schernberg erschlagen.
Mitglieder der Familie dienten als Offiziere, einige von ihnen im Rang eines Generals, in preußischen, russischen und sächsischen Diensten. Stellvertretend für Familienmitglieder in preußischen Diensten sei hier der in Tettenborn geborene Hans von Tettenborn genannt. Er begann seine Karriere als Leutnant im Leibregiment von Friedrich Wilhelm I. (Soldatenkönig). Als 1740 Friedrich II. König (Friedrich der Große) wurde, versetzte dieser ihn im August als Stabskapitän in das erste Bataillon der neuen Leibgarde (Lange Kerls). Später wurde er Generalleutnant und Inhaber des Infanterieregiments No. 11 in Königsberg.
Andere zog es bspw. nach Hohenlohe, wo Freiherr Ludwig von Tettenborn und Freiherr Ruppert von Tettenborn als Hofmarschälle in den Diensten der Fürsten zu Hohenlohe-Bartenstein standen. Der um 1740 in Bartenstein geborene und später in Pfedelbach bei Öhringen und Kirchberg/Hunsrück ansässige Oberjäger, Freiherr Carl Joseph von Tettenborn war Vater des Generals Freiherr Karl Friedrich von Tettenborn (1776–1845). In russischen Diensten stehend, befreite er mit seinen Truppen Hamburg und Bremen von der napoleonischen Herrschaft. Daraufhin erwirkte er die Verleihung der Ehrenbürgerwürde beider Städte. Nach dem Krieg gegen Frankreich begann seine politische Karriere als bevollmächtigter Minister und ab 1819 als badischer Gesandter am Wiener Hof. Sein Ruf war nicht unumstritten. Tettenborn galt als Spezialist des Kleinkrieges. Doch schon früh erwarb er sich auch den Ruf eines abenteuerlustigen Kavallerieoffiziers. Sein Umgang mit den Frauen, dem Wein und der Beute regte schon damals die Phantasie der Zeitgenossen an.

## Morganatische Linie
Der Übergang eines adligen Zweigs der Familie zum bürgerlichen Zweig wurde durch Bernhard (III.) von Tettenborn (Erb- und Gerichtsherr zu Tettenborn, Steinsee und Großwechsungen) eingeleitet. In erster Ehe war er mit Margarethe von Mützschefal verheiratet. Nach ihrem Tod heiratete er seine Dienerin, die bürgerliche Margarethe Thielen. Da ihre Kinder einer morganatischen, d. h. einer unebenbürtigen, Ehe entstammten, waren diese, darunter Bernhard, Christoph und Wilhelm (von) Tettenborn, von der Lehenssuccession ausgeschlossen. Wilhelm zog nach Bremen, wo er 1650 Catharia Theißen heiratete. Nach einem Eintrag im Kirchenbuch von St. Katharinen, Hamburg, wurde 1655 der gemeinsame Sohn Wilhelm geboren. Diesem Eintrag ist zu entnehmen, dass Herrmann von Essen ein Taufpate war. Am 1.2.1661 erwarb Wilhelm (I.) als „Willem von Tetenborn“ das hamburgische Bürgerrecht. Wie aus verschiedenen Kirchenbucheinträgen aus Großbrüchter, Gebesee sowie aus Sondershausen-Jecha und der Literatur entnommen werden kann, führen nach der Rückkehr nach Thüringen weder Wilhelm I. noch Wilhelm II. das Adelsprädikat. Wilhelm (II.) starb 1734 in Jecha. Im 18. Jahrhundert dienten Mitglieder der mittlerweile bürgerlichen Familie Tettenborn als „fürstlich Schwarzb. Trabanten“ und als Grenadier dem Fürsten von Schwarzburg-Sondershausen.
Der Hinweis auf die adlige Abstammung findet sich in einem Sterbeeintrag aus Berka (Sondershausen) aus dem Jahr 1806, wonach der aus Jecha gebürtige Kantor und Schulmeister Johann Nicolaus Tettenborn (1723–1806), ein Enkel von Wilhelm (II.), „von dem adligen Geschlechte derer von Tettenborn“ abstammte.
Nach den Akten des Geheimen Preußischen Staatsarchivs, das die Akten des preußischen Heroldsamts aufbewahrt, versuchte der Altonaer Oberbürgermeister und Mitglied des Herrenhauses, Dr. Karl Tettenborn, den verdunkelten Adel anerkennen zu lassen. Dieser Antrag wurde von Kaiser Wilhelm II. im Jahr 1906 abgelehnt, weil aus dem Antrag der Nachweis der adligen Abstammung nicht erbracht werden konnte. 
Der Staatsanwalt Dr. Geisel dokumentierte die Abstammung des Jechaer-Zweiges in den 1930er Jahren und damit nach dem Ende der Monarchie in Deutschland.

## Besitzungen
Güter der Familie waren unter anderem in Gangloffsömmern, Großwechsungen (ab 1528), Jecha (1703–1891) Kannawurf, Nausitz (1608–1693), Rathstock (1845–1857), Seehausen, Steinsee, Tilleda (1582–1831), Tettenborn (bis 1851), Zscheiplitz (1798–1847). In der Nähe von Berlin besaßen sie über zwei Generationen Gut Reichenberg.

## Wappen

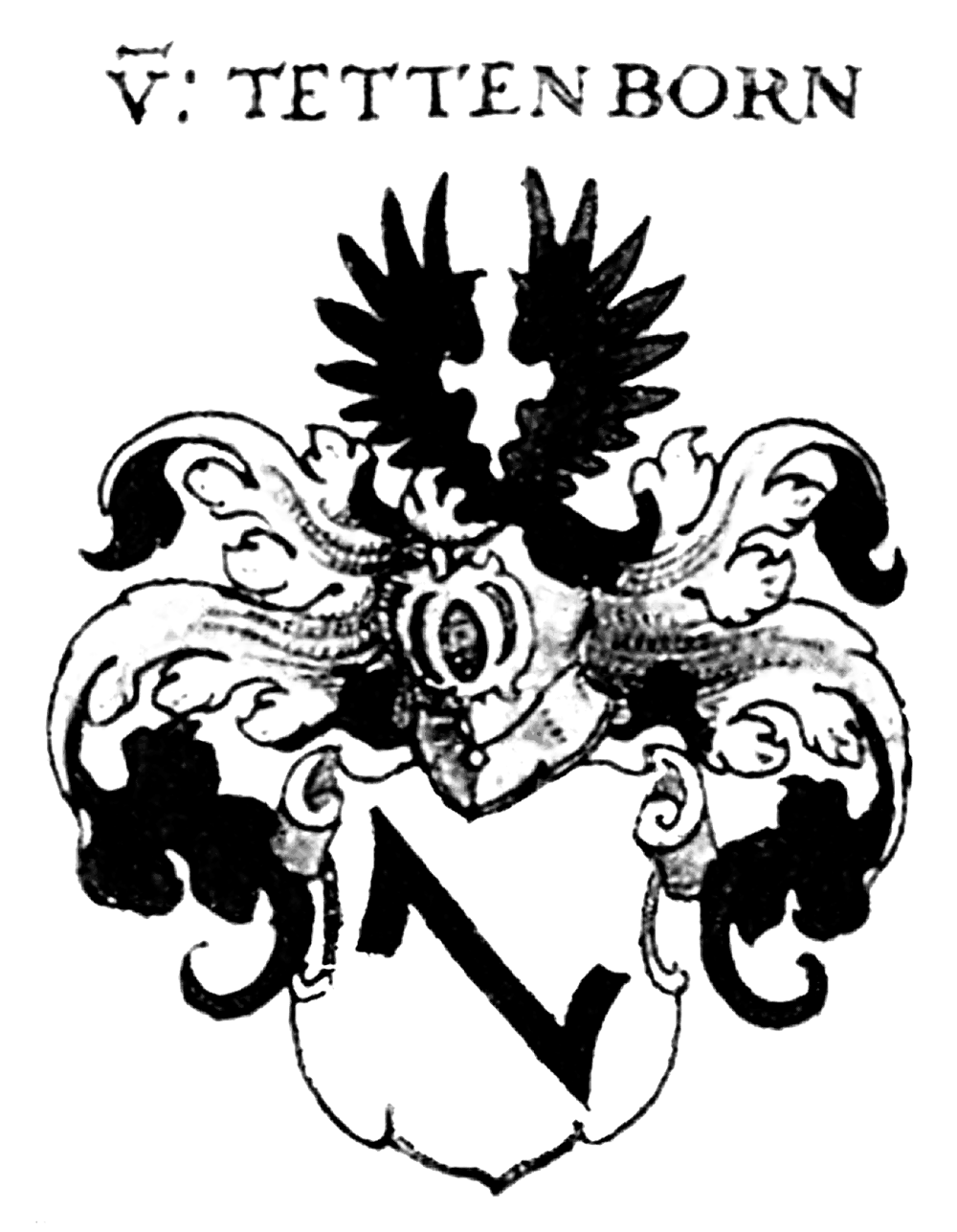
Wappen derer von Tettenborn in Siebmachers Wappenbuch, 1605

Das Stammwappen zeigt in Silber eine schrägrechte schwarze Wolfsangel (auch drei Wolfsangeln 2:1 möglich). Auf dem Helm mit schwarz-silbernen Decken ein goldenes Zepter zwischen offenem schwarzen Flug.

## Bekannte adlige Familienmitglieder
- Bernhard (I.) von Tettenborn (um 1469–1549), Ritter auf Schernberg, war an der Niederschlagung des Bauernaufstandes 1525 beteiligt, letzter Ritter der Familie
- Bernhard (III.) von Tettenborn (1560–1634), Erb- und Gerichtsherr zu Tettenborn, Steinsee und Großwechsungen
- Georg Otto von Tettenborn (1588-mind. 1625), kämpfte als Hauptmann bei Prag am Weißen Berge
- Otto von Tettenborn (Bergrat) († 1613), hessischer Amtmann, kursächsischer Bergrat und Amtshauptmann
- Hans von Tettenborn († 1626), kursächsischer Appellationsrat
- Hans Carl von Tettenborn (Rittergut Gangloffsömmern), war einer der Vertreter der allgemeinen Ritterschaft beim Sächsischen Landtag im Jahr 1722
- Hans von Tettenborn (1708–1779), preußischer Generalleutnant
- Carl Gottlob Christian Wilhelm von Tettenborn (1759–1829), sächsischer Generalmajor der Infanterie, Ritter des Militär-St.-Heinrichs-Ordens
- Freiherr Friedrich Karl von Tettenborn (1778–1845), russischer General in den Befreiungskriegen, Ehrenbürger der Stadt Hamburg
- Ernst Ludwig Friedrich Bernhard von Tettenborn (1787–1852), Offizier, letzter Erb-, Lehn- und Gerichtsherr zu Tettenborn sowie Kirchen- und Schulpatron
- Karl Heinrich von Tettenborn-Holenrieder (1785–1866), Königlich-Preußischer Hofrat, Besitzer des Ritterguts Prößdorf, das er um viele Bauwerke und Skulpturen erweiterte und den Schlosspark für die Öffentlichkeit zugänglich machte.[12]
- Leopold von Tettenborn (1853–1917), deutscher Verwaltungsbeamter
- Otto von Tettenborn (General) (1856–1919), sächsischer General der Infanterie
- Horst von Tettenborn (1865–1938), sächsischer Generalmajor
- Horst Eduard Benno von Tettenborn (1897 in Nanking (China)–vermisst seit 1945), NS-Parteifunktionär und Gutsbesitzer in Lauske. Nahm am Kapp-Putsch teil.[13] Er war Sohn des Offiziers und Übersetzers Otto Horst von Tettenborn, der seit 1897 an der "Deutschen China-Expedition" teilnahm.
- Heinrich von Tettenborn (1905–1966), Restaurator von Gemälden

## Sonstige bekannte Namensträger
- Ferdinand Tettenborn (1849–1924), verfasste die umfangreiche Familienchronik „Die Familie des Inspektors Ferd. Tettenborn und ihre Abstammung 1284–1911“, in der er insb. die Entwicklung des morganatischen Familienzweigs in Sondershausen-Jecha untersuchte.[9]
- Dr. Alwine Tettenborn (1857–1923), preußische Rechtswissenschaftlerin, sie war die erste Frau, die in Preußen zum Dr. iur. promoviert wurde.
- Dr. Karl Tettenborn (1858–1938), deutscher Verwaltungsjurist, zuletzt Oberbürgermeister von Altona.
- Dr. Helga Menzel-Tettenborn, verfasste an der Anstalt für Anthropologie und Völkerkunde der Universität Jena eine Dissertationsschrift, die im Jahr 1939 als Kurzfassung mit dem Titel „Die Sippe Tettenborn, ein Beitrag zur Sozial und Paarsiebung“ veröffentlicht wurde. Im Rahmen ihrer pseudowissenschaftlichen Untersuchungen nahm sie auch bei Ausgrabungen an der Familiengruft derer von Tettenborn in Tettenborn teil.[14]
- Joachim Tettenborn (1918–2008), deutscher Dramaturg und Autor
- Sabine Tettenborn, deutsche Filmproduzentin

## Weitere Literatur
- Clemens von Hausen: Vasallenschlechter der Markgrafen zu Meißen… In: Vierteljahrsschrift für Wappen-, Siegel- und Familienkunde. Hrsg. Verein Herold in Berlin, Band 20, Berlin 1892, S. 129.